# 安德烈娅·阿尔索维奇
安德烈娅·阿尔索维奇（1987年2月5日—），塞尔维亚女子射击运动员，2010年世界射击锦标赛女子50米步枪三姿团体铜牌得主、2014年世界射击锦标赛女子10米气步枪团体铜牌得主、2015年欧洲运动会女子10米气步枪金牌得主。